# Yosuke Ishibitsu
Yosuke Ishibitsu (石櫃 洋祐 Ishibitsu Yōsuke?, nacido el 23 de julio de 1983 en Settsu, Osaka) es un exfutbolista japonés que se desempeñaba como defensa.

## Trayectoria

### Clubes
| Club           | País  | Año         |
| -------------- | ----- | ----------- |
| Vissel Kobe    | Japón | 2006 - 2011 |
| Nagoya Grampus | Japón | 2012 - 2013 |
| Kyoto Sanga FC | Japón | 2014 - 2020 |

## Estadística de carrera

### J. League
| Club           | Año   | J. League | J. League | Copa J. League | Copa J. League | Total | Total |
| Club           | Año   | Part.     | Goles     | Part.          | Goles          | Part. | Goles |
| -------------- | ----- | --------- | --------- | -------------- | -------------- | ----- | ----- |
| Vissel Kobe    | 2006  | 0         | 0         | -              | -              | 0     | 0     |
| Vissel Kobe    | 2007  | 27        | 1         | 3              | 0              | 30    | 1     |
| Vissel Kobe    | 2008  | 28        | 2         | 5              | 0              | 33    | 2     |
| Vissel Kobe    | 2009  | 30        | 2         | 5              | 1              | 35    | 3     |
| Vissel Kobe    | 2010  | 28        | 0         | 4              | 0              | 32    | 0     |
| Vissel Kobe    | 2011  | 16        | 1         | 2              | 0              | 18    | 1     |
| Nagoya Grampus | 2012  | 10        | 0         | 2              | 0              | 12    | 0     |
| 2013           | 1     | 0         | 1         | 0              | 2              | 0     |       |
| Kyoto Sanga FC | 2014  | 39        | 1         | -              | -              | 39    | 1     |
| Kyoto Sanga FC | 2015  | 39        | 2         | -              | -              | 39    | 2     |
| Kyoto Sanga FC | 2016  | 32        | 2         | -              | -              | 32    | 2     |
| Kyoto Sanga FC | 2017  | 40        | 1         | -              | -              | 40    | 1     |
| Total          | Total | 290       | 12        | 22             | 1              | 312   | 13    |